# Mr. A–Z
《Mr. A-Z》는 제이슨 므라즈의 정규 앨범이다.